# Formation de Moradi
La formation de Moradi est une formation géologique datant du Lopingien et affleurant au Niger. Elle est subdivisée en trois sous-unités.

## Lithostratigraphie
La partie inférieure est constituée de mudstone rouge, de grès calcaire boueux et de conglomérat contenant des granules lenticulaires de quartz. La partie médiane est constituée de siltites en couches épaisses interstratifiées avec du grès argileux rouge. Les deux tiers inférieurs de la partie supérieure de la formation sont constitués de siltite rouge intercalée avec des conglomérats intraformationnels à décalage de chenal, tandis que le tiers supérieur est formé de lentilles en forme de barkhanes de grès conglomératique avec ventifacts. Ces faciès sont indicatifs de dépôts en conditions arides, avec moins de 300 mm des précipitations annuelles, dans le désert pangéen central et des températures annuelles de 30 à 35 °C, mais avec une présence éphémère d'eau, y compris des lacs.

## Contenu fossile
La formation est connue pour ses fossiles de tétrapodes du Lopingien, incluant les temnospondyles Nigerpeton et Saharastega,, le paréiasaure Bunostegos, le captorhinidé Moradisaurus ainsi qu'un grand gorgonopsien indéterminé. Les dicynodontes, répandus dans d'autres gisements contemporains, semblent être absents, les rapports précédents étant erronés.